# Simulium letrasense
Simulium letrasense es una especie de insecto del género Simulium, familia Simuliidae, orden Diptera.
Fue descrita científicamente por Diaz Najera, 1969.